# Brezina
Brezina (in ungherese Kolbása, in tedesco Bressin) è un comune della Slovacchia facente parte del distretto di Trebišov, nella regione di Košice.
La località fu menzionata per la prima volta nel 1300.